# Richard Hoepfner
Richard Hoepfner, född den 14 november 1944 i Houston, Texas, är en amerikansk seglare.
Han tog OS-silver i soling i samband med de olympiska seglingstävlingarna 1976 i Montréal.